# The Heart Is a Lonely Hunter
The Heart Is a Lonely Hunter (Brasil: Por Que Tem que Ser Assim? ) é um filme norte-americano de 1968, do gênero drama, dirigido por Robert Ellis Miller  e estrelado por Alan Arkin e Sondra Locke.

## Produção

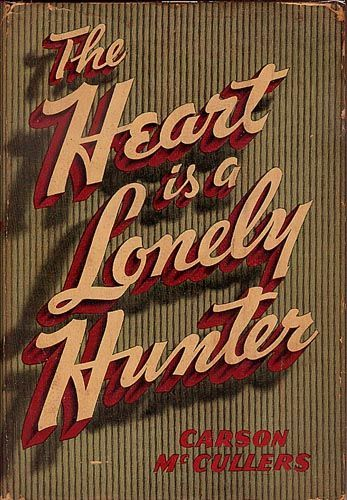
Capa da primeira edição de The Heart Is a Lonely Hunter, de Carson McCullers, que deu origem ao filme. O segundo romance da autora, Reflections in a Golden Eye (1941), também foi adaptado para o cinema (em 1967), com Marlon Brando e Elizabeth Taylor nos papéis principais e John Huston na direção.

O roteiro é baseado no romance homônimo de Carson McCullers, de 1940, o primeiro da autora. Todavia, enquanto o livro é ambientado na Grande Depressão, o filme coloca os personagens na década de 1960.
Alan Arkin, no papel de um surdo, foi indicado ao Oscar da Academia, que manteve, assim, a tradição de distinguir atores que interpretam pessoas com algum tipo de deficiência. A outra indicação recebida pelo filme foi para Sondra Locke, que fazia sua estreia no cinema. Ambos foram indicados, ainda, aos Prêmios Globo de Ouro.
Além de Sondra, o filme marcou a estreia também de Stacy Keach, que ficaria conhecido principalmente pelo papel-título da telessérie Mike Hammer (1984-1987).
O filme é o ponto alto da carreira do diretor Robert Ellis Miller, que, após vários fracassos, passou a dedicar-se quase que exclusivamente a telefilmes.

## Sinopse
John Singer, um surdo também incapaz da fala, aluga um quarto na casa dos Kelly, onde faz uma difícil amizade com Mick, adolescente cheia dos problemas típicos da idade. John também procura ajudar as pessoas com quem interage, como o amigo grego Antonapoulos, surdo e deficiente mental, o alcoólatra Blount, o doutor Copeland, que está morrendo de câncer, e Portia, filha de Copeland, que possui educação superior mas trabalha como empregada doméstica e é casada com um boia-fria.

## Principais premiações
| Patrocinador                                            | Prêmio        | Categoria | Situação                        |
| ------------------------------------------------------- | ------------- | --- | ------------------------------- |
| Academia de Artes e Ciências Cinematográficas           | Oscar         | Melhor Ator (Alan Arkin) Melhor Atriz Coadjuvante (Sondra Locke)                                                                                             | Indicado                        |
| Associação de Correspondentes Estrangeiros de Hollywood | Golden Globe  | Melhor Filme Dramático Melhor Ator em Filme Dramático (Alan Arkin) Melhor Atriz Coadjuvante em Cinema (Sondra Locke) Revelação do Ano - Atriz (Sondra Locke) | Indicado                        |
| New York Film Critics Circle Awards                     | NYFCC         | Melhor Ator (Alan Arkin) | Vencedor                        |
| Writers Guild of America                                | WGA Award     | Melhor Roteiro - Drama | Indicado                        |
| Motion Picture Exhibitor                                | Laurel Awards | Melhor Ator Dramático (Alan Arkin) Melhor Atriz Coadjuvante (Sondra Locke) Revelação Feminina (Sondra Locke) Melhor Fotografia                               | Segundo lugar Indicado Vencedor |

## Elenco
| Ator/Atriz       | Personagem          |
| ---------------- | ------------------- |
| Alan Arkin       | John Singer         |
| Sondra Locke     | Mick Kelly          |
| Laurinda Barrett | Senhora Kelly       |
| Stacy Keach      | Blount              |
| Chuck McCann     | Spiros Antonapoulos |
| Biff McGuire     | Senhor Kelly        |
| Percy Rodrigues  | Doutor Copeland     |
| Cicely Tyson     | Portia Copeland     |
| Jackie Marlowe   | Bubber              |
| Johnny Popwell   | Willie              |
| Wayne Smith      | Harry               |
| Peter Mamakos    | Spirmonedes         |
| John O'Leary     | Beaudine            |
| Hubert Harper    | Brannon             |
| Sherri Vise      | Delores             |